# Sångtrupial
Sångtrupial (Dives dives) är en fågel i familjen trupialer inom ordningen tättingar. Den förekommer i östra delarna av Centralamerika från Mexiko till Costa Rica. Den ökar i antal och beståndet anses vara livskraftigt.

## Utseende och läte
Sångtrupialen är en medelstor (23–25,5 cm) trupial med rundad stjärt. Fjäderdräkten är helsvart med blåaktig glans. Den är också svart på näbb och ben. Ögat är brunt. Könen är lika, medan ungfågeln är brunsvart utan glans. Sången som framförs i duett i paret består av ett "see" följt av ett "whit" och sedan en vissling likt röd kardinal. Lätet är ett metalliskt "puitt".

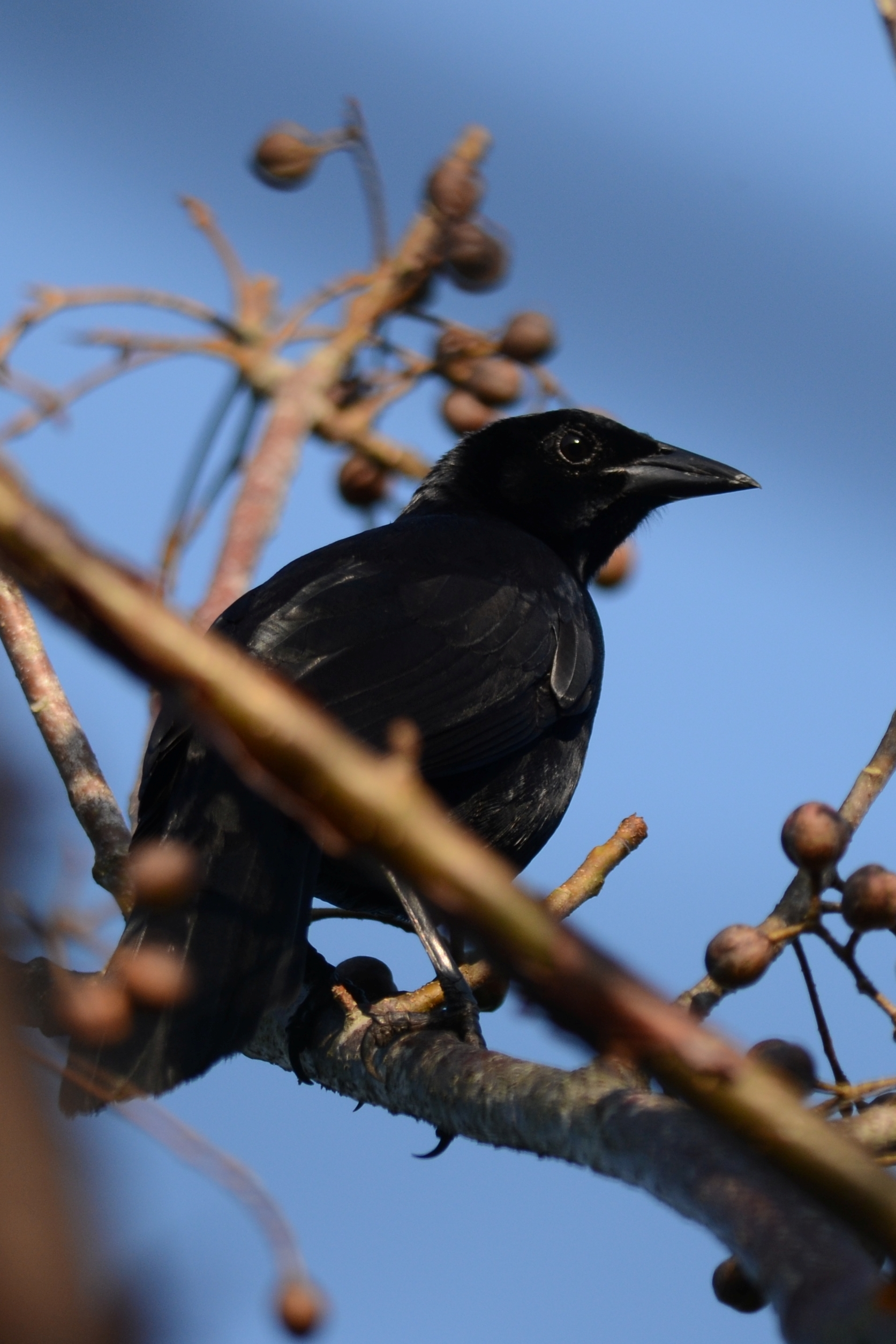

## Levnadssätt
Sångtrupialen hittas i en rad olika miljöer, men undviker tät skog och undervegetation. Den har anpassat sig till områden påverkade av människan och kan ses i trädgårdar och på gräsmattor. Fågeln födosöker huvudsakligen på marken efter insekter, men kan också ta nektar och odlad majskolvar, liksom andra växter som frukter från Bursera simaruba och Trophis racemosa.

### Häckning
Under häckningen är sångtrupialen mycket revirhävdande och attackerar predatorer som brunskrikor, men formar små flockar under andra delen av året. Det häckande paret utför ett spel för varandra där de sprider sina stjärtar, sprider ut vingarna och fluffar upp fjäderdräkten. Hanen och honan hjälps åt att bygga det skålformade boet som placeras tre till sju meter upp i en buske eller ett träd. Däri lägger honan tre till fyra brunfläckade blå ägg som hon ensam ruvar, medan hanen hjälper till med att mata ungarna.

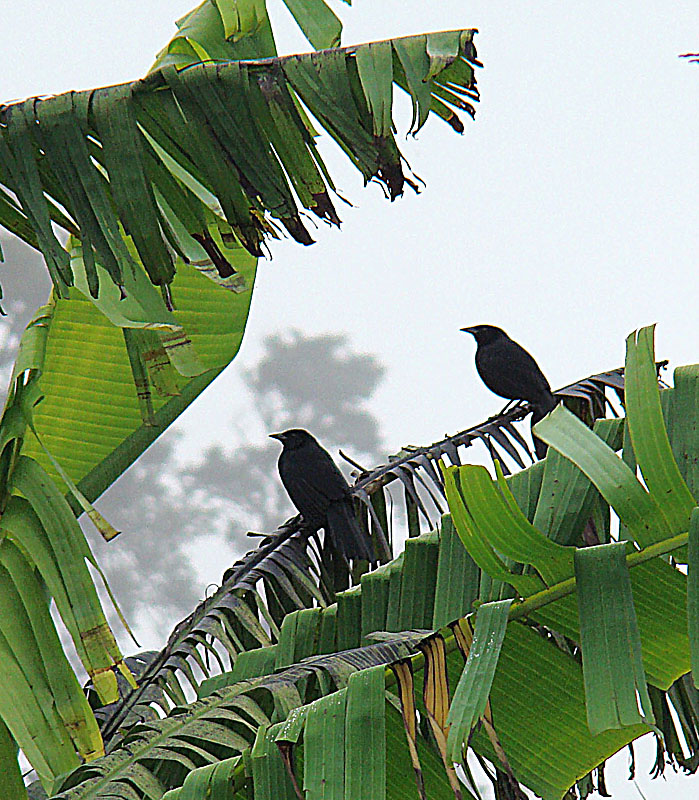

## Utbredning och systematik
Sångtrupialen förekommer i Centralamerika i sluttningen mot Mexikanska golfen i östra Mexiko söderut till Nicaragua och nordvästra Costa Rica. Den behandlas som monotypisk, det vill säga att den inte delas in i några underarter.

## Status och hot
Sångtrupialen har ett stort utbredningsområde och en stor population, och tros öka i antal. Utifrån dessa kriterier kategoriserar IUCN arten som livskraftig (LC). Beståndet uppskattas till i storleksordningen fem till 50 miljoner vuxna individer.
Arten har gynnats av avskogningar och har expanderat sitt utbredningsområde väsentligt. Den koloniserade El Salvador på 1950-talet och östra Guatemala på 60-talet. Före 1989 fanns endast ett fynd från Costa Rica, men ses numera lätt där åtminstone så långt söderut som till San José. Den förväntas också sprida sig till Panama i framtiden.

## Namn
Sångtrupialens vetenskapliga art- och släktesnamn betyder "dyrbar".